# Щутово (Бродницький повіт)
Щутово (пол. Szczutowo, нім. 1939-45: Eckdorf) — село в Польщі, у гміні Ґужно Бродницького повіту Куявсько-Поморського воєводства.
Населення — 306 осіб (2011).
У 1975-1998 роках село належало до Торунського воєводства.

## Демографія
Демографічна структура станом на 31 березня 2011 року:
|          | Загалом | Допрацездатний вік | Працездатний вік | Постпрацездатний вік |
| -------- | ------- | ------------------ | ---------------- | -------------------- |
| Чоловіки | 160     | 32                 | 115              | 13                   |
| Жінки    | 146     | 28                 | 87               | 31                   |
| Разом    | 306     | 60                 | 202              | 44                   |